# Ezequias
Ezequias Roosevelt Tavaras de Melo (* 28. Januar 1981 in Jundiaí), genannt Ezequias, ist ein brasilianischer ehemaliger Fußballspieler. Der Außenverteidiger spielte etliche Jahre, wie in Brasilien üblich, in Halbserien für verschiedene Clubs.

## Karriere
Ezequias kam im Alter von 20 Jahren nach Europa und spielte zunächst für Marítimo Funchal auf Madeira in der portugiesischen SuperLiga. In Funchal konnte sich Ezequias nicht über einen längeren Zeitraum als Stammspieler behaupten und platzierte sich mit dem Klub drei Jahre lang im vorderen Mittelfeld. Nachdem er in der Saison 2004/05 in der Hinrunde nicht mehr zum Zuge gekommen war, wurde er im Dezember 2004 an den Ligakonkurrenten Gil Vicente FC ausgeliehen.
Im Jahr 2005 wechselte Ezequias zu Académica Coimbra, wo er Stammspieler wurde und zum Klassenerhalt beitrug. Schon ein Jahr später verpflichtete ihn der portugiesische Spitzenklub FC Porto, wo er allerdings nur zu einem Einsatz kam. Er wurde zunächst an den SC Beira-Mar, später an Leixões SC ausgeliehen, um Spielpraxis zu sammeln.
Im Sommer 2008 verließ Ezequias Portugal und wechselte zum FC Brașov nach Rumänien. Nach zwei Jahren im Mittelfeld der Liga 1 schloss er sich im Sommer 2010 Rapid Bukarest an, wo er sich am Saisonende mit seiner Mannschaft für die Europa League qualifizieren konnte. Diesen Erfolg konnte er ein Jahr später wiederholen. Gleichzeitig zog er mit seiner Mannschaft ins Pokalfinale 2012 ein, unterlag dort aber Dinamo Bukarest mit 0:1. Im Sommer 2012 wurde sein Vertrag nicht verlängert. Er war ein halbes Jahr ohne Verein, ehe er zu seinem Heimatverein SC Corinthians Alagoano zurückkehrte.